# Ompok eugeneiatus
Ompok eugeneiatus — вид риб з роду Ompok родини Сомові ряду сомоподібні. Інша назва «борнейський омпок».

## Опис
Загальна довжина сягає 16,5 см. Зовні схожий з Paralia congica та Kryptopterus bicirrhis. Спостерігається статевий диморфізм: самиця більша за самця. Голова невеличка. Очі маленькі. Рот помірного розміру. На кожній з щелеп є по 1 парі довгих вусів. Тулуб подовжено, сильно стиснуто з боків. Усі плавці тонкі. Спинний плавець маленький. Хвостове стебло довге. Жировий плавець відсутній. Грудні та черевні плавці маленькі. Анальний плавець подовжений, складається з 58-62 м'яких променів. Хвостовий плавець сильно роздвоєно.
Забарвлення напівпрозоре, з жовте-сіре з темним трикутником на кінчику хвостового стебла. Нижня губа чорного кольору. Плавці напівпрозорі.

## Спосіб життя
Демерсальна риба. Зустрічається річки на рівнинах у торф'яних районах, затоплених лісах. Утворює косяки. Доволі полохлива риба. Активна вдень. Живиться переважно комахами.
Нерест груповий. Відбувається в сезон дощів.

## Розповсюдження
Мешкає у річках Чао-Прайя, Меконг, а також Малаккського півострова (Таїланд й Малайзія). Також зустрічається в водоймах Суматри та Калімантану (Індонезія).